# Francesco Azopardi
Francesco Azopardi (o Azzopardi) (Rabat, Malta, 5 de maig de 1748 - Rabat, 6 de febrer de 1809) fou un compositor i teòric de la música maltès.
Azopardi va rebre la formació musical a Malta i durant la seva estada des del 1763 al 1774 a Nàpols al Conservatorio di Sant'Onofrio a Porta Capuana amb Carlo Cotumacci i Joseph Doll. Va treballar a la Catedral de San Paolo, Mdina, i, a partir de 1789 arran de la invasió napoleònica i la fugida dels Cavallers de Sant Joan, va combinar les seves responsabilitats a Mdina amb les de la catedral de La Valetta. Un dels seus èxits va ser basat en un llibret de Metastasio La Passione di Gesù Cristo que va estrenar al Teatre Manoel a La Valletta el 1782.
Se'l coneix sobretot per la seva obra Il Musico Prattico, que va aparèixer en traducció francesa de Nicholas Etienne Framéry.